# 김종광
김종광(金鍾光, 1971년~ )은 대한민국의 소설가이다.

## 생애
대한민국 충청남도 보령에서 태어나 중앙대 문예창작학과를 졸업했다.
이후 잡지사와 출판기획사를 전전하다가 낯설고 적응되지 않던 서울생활을 접었고, 고향으로 돌아가서는 보습학원 강사도 해봤으며, 아버지를 도와 농사도 지었다.
2002년 동갑내기 이혜정과 결혼해서 아들을 낳은 후, 보령에서 경기도 안산으로 거주지를 옮겼다.

## 활동
1998년 문학동네 하계 문예공모에 단편〈경찰서여, 안녕〉을 발표하며 작품활동을 시작했고, 2000년 중앙일보 신춘문예에 희곡 〈해로가〉가 당선되어 작품활동의 폭을 넓혔다.
2004년부터 2006년까지 민족문학작가회의(현 한국작가회의) 사무처장으로 재직했다.

## 작품
2008년 옴니버스 청소년 소설인 〈처음연애〉를 통해 1318의 사랑 역사를 역사적 사건들을 배경으로 벌어지는 그 시절 십대들의 아기자기한 첫연애담을 엽기발랄하게 그려냈다.
| “ | 대한민국 청소년은 세계에서 찾아보기 힘든 수능시험 앞에서 어쩌면 청소년들의 성장기는 너무도 쉽게 우등생과 열등생으로 추상화되어 있다. 청소년문학의 움직임은 우등생, 열등생의 두꺼운 고정관념 아래에 존재하는 청소년의 '진짜 성장기'를 바르게 보기 위한 작업인 것이다. | ” |
|   | — 〈청소년 소설, 어떻게 쓸 것인가〉강의 |   |

| “ | 나는 어쩌면 이 책을 어른들을 위해 썼는지도 모르겠다. 아무려나 청소년이 아니라 어른들의 각성을 촉구하고자 했던 건 분명하다. 나는 우리 어른의, 기성세대의 위선에 대하여 썼다. 우리 기성세대는 두려워해야 마땅하다. 미래의 주역인 ‘요즘 청소년’은 우리를 용서하지 않을 것이기 때문이다. | ” |
|   | — 2009년〈착한대화〉후기 |   |

2010년에는 “참교육 담임을 안 만나고 개백정같이 잡아주는 담임을 만났다면 적어도 4년제 대학은 갈 수 있었다”는 이야기로 시작되는〈처음의 아해들〉을 펴내 작가 특유의 해학과 유쾌한 풍자를 그렸다.

## 수상
제8회 대산창작기금(2000년)과 제19회 신동엽창작기금(2001년)을 받았다.
2008년 제4회 제비꽃 서민 소설상 수상작으로 도시 처녀의 농촌 생활 적응기를 그린 작품인 김종광의〈모내기 블루스〉가 뽑혔다.

## 펴낸책

### 청소년 소설
- 2008년 〈처음연애〉(사계절)
- 2009년 〈착한 대화〉(문학과 지성사)

### 전래 동화
- 2003년 〈박씨 부인전〉(창비) - 홍선주 그림

### 역사소설
- 2002년 〈박지원〉(파랑새어린이)
- 2008년 〈임진록〉(창비)
- 2014년 〈왕자 이우〉 (다산책방)

### 단편 모음집
- 2000년 〈경찰서여, 안녕〉(문학동네)
- 2002년 〈모내기 블루스〉(창비)
- 2003년 〈짬뽕과 소주의 힘〉(이가서)
- 2006년 〈낙서 문학사〉(문학과 지성사)
- 2010년 〈처음의 아해들〉(문학동네)

## 소설
- 2002년 〈71년생 다인이〉(작가정신)
- 2004년 〈야살쟁이록 1〉(우리교육)
- 2007년 〈율려낙원국 1〉(예담)
- 2008년 〈첫경험〉(열림원)
- 2008년 〈죽음의 한일전〉(중앙북스)
- 2010년 〈군대 이야기〉(자음과모음 - 이룸)